# Bunomys penitus
Bunomys penitus és una espècie de mamífer rosegador de la família dels múrids. És endèmica de Sulawesi (Indonèsia), on viu a altituds superiors a 1.400 msnm. El seu hàbitat natural són els boscos montans perennifolis. Està amenaçada per la tala d'arbres i la transformació del seu medi per a usos agrícoles. El seu nom específic, penitus, significa ‘cap endins’ en llatí.